# Sherlyn
Sherlyn Montserrat González Díaz, występująca jako Sherlyn (ur. 14 października 1985 roku w Guadalajarze) – meksykańska aktorka i piosenkarka.

## Kariera
Od dziecięcych lat Sherlyn interesowała się muzyką. Wzięła udział w lokalnym programie Graj i śpiewaj (Vamos A Jugar y Cantar), a później w latach 1996–98 wraz z Dulce Marią i Fuzz występowała w grupie KIDS. Pojawiła się także w programie Piosenki na życzenie (Cantando por un sueño, 2006).

## Filmografia

### Telenowele
- 1994: Rodzice moich rodziców (Los papas de mis papas) jako Jasive
- 1994: Różowe koronki (Agujetas de color de rosa) jako Clarita
- 1996: Marisol jako Sofia "Piojito"
- 1998: Huragan (Huracán) jako Daniela
- 2000: Potęga miłości (Mi Destino Eres Tú) jako Georgina "Gina" San Vicente Fernández
- 2001: Bonita jako Milagros
- 2001: Virginia (La Intrusa) jako María de la Cruz "Maricruz" Roldán Limantur
- 2004: Corazones al límite jako Concepción "Conny" Perez Avila
- 2002-2003: Klasa 406 (Clase 406) jako Gabriela "Gaby" Chavez (z Alfonso Herrerą, Anahi i Dulce Marią)
- 2005: Alborada jako Marina
- 2006: Brzydula Betty (Ugly Betty) jako Luciano
- 2008: Ogień w krwi (Fuego en la sangre) jako Libia Reyes
- 2008: Nie igraj z aniołem (Cuidado con el ángel) jako Rocío San Roman
- 2009-2010: Kameleony (Camaleones) jako Solange "Sol" Ponce de León Campos
- 2011: Rodzinka z fuksem (Una familia con suerte) jako Ana López
- 2012: Prawdziwe uczucie (Amores verdaderos) jako Liliana Arriaga